# Jaroslav Soukup (biatlonista)
Jaroslav Soukup (* 12. července 1982 Jičín) je bývalý český biatlonista a dvojnásobný medailista ze Zimních olympijských her 2014 v Soči. Bronzové medaile vybojoval také ve vytrvalostním závodu Mistrovství světa 2012 a ve smíšené štafetě MS 2013 v Novém Městě na Moravě.
Ve Světovém poháru závodil od roku 2004. Nejlepšího umístění dosáhl třetím místem ve stíhacím závodě v Östersundu 2011. Na Mistrovství Evropy v biatlonu 2006 byl členem štafety, která získala zlaté medaile, a o rok později pak stříbrné umístění. Pětkrát startoval na mistrovstvích světa a dvě účasti si připsal ze zimních olympijských her.
Po olympijských hrách 2018 oznámil, že po sezóně 2017/18 skončí se svoji sportovní kariérou. Jeho posledním reprezentačním závodem byla štafeta v norském Holmenkollenu 18. března 2018. Následně ještě startoval na republikovém šampionátu v Jablonci nad Nisou.
Po ukončení sportovní kariéry se stal příslušníkem Policie České republiky a jako komisař v hodnosti poručíka začal pracovat jako instruktor služební přípravy.

## Osobní život
Jaroslav Soukup pochází z Lomnice nad Popelkou, s biatlonem začínal ve Sportovním centru mládeže v Jilemnici. Vystudoval Fakultu sportovních studií Masarykovy univerzity, kde získal magisterský titul.
Má jednoho syna.

## Výsledky

### Olympijské hry a mistrovství světa
| Sezóna  | Akce | Místo                | SP  | SZ  | HZ  | IZ  | ŠT  | SŠT | Věk    |
| ------- | ---- | -------------------- | --- | --- | --- | --- | --- | --- | ------ |
| 2006/07 | MS   | Anterselva           | 32. | 33. | –   | 53. | 5.  | –   | 24 let |
| 2007/08 | MS   | Östersund            | 58. | 49. | –   | –   | 7.  | 12. | 25 let |
| 2008/09 | MS   | Pchjongčchang        | 37. | 47. | –   | 11. | 10. | –   | 26 let |
| 2009/10 | ZOH  | Vancouver            | 52. | 51. | –   | 30. | 7.  | –   | 27 let |
| 2009/10 | MS   | Chanty-Mansijsk      | –   | –   | –   | –   | –   | 7.  | 27 let |
| 2010/11 | MS   | Chanty-Mansijsk      | 76. | –   | –   | 79. | 10. | –   | 28 let |
| 2011/12 | MS   | Ruhpolding           | 43. | 21. | 11. | 3.  | 9.  | –   | 29 let |
| 2012/13 | MS   | Nové Město na Moravě | 27. | –   | –   | 39. | 6.  | 3.  | 30 let |
| 2013/14 | ZOH  | Soči                 | 3.  | 20. | 24. | 17. | 11. | 2.  | 31 let |
| 2014/15 | MS   | Kontiolahti          | 11. | 18. | 28. | 36. | 6.  | –   | 32 let |
| 2015/16 | MS   | Oslo                 | 60. | 41. | –   | 23. | 5.  | –   | 33 let |
| 2017/18 | ZOH  | Pchjongčchang        | –   | –   | –   | –   | 7.  | –   | 34 let |

Poznámka: Výsledky z mistrovství světa se započítávají do celkového hodnocení světového poháru, výsledky z olympijských her se dříve započítávaly, od olympijských her v Soči se nezapočítávají.

### Mistrovství Evropy
- Mistrovství Evropy v biatlonu 2006 v Langdorfu – 1. místo ve sprintu na 10 km
- Mistrovství Evropy v biatlonu 2007 v Bansku – 2. místo ve sprintu na 10 km
- Mistrovství Evropy v biatlonu 2016 v  Ťumeni – 2. místo v závodě s hromadným startem na 15 km

### Světový pohár
Sezóna 2013/14
| ČSP              | Místo            | SP             | SZ  | HZ  | IZ  | ŠT  | SŠT | STŘ  |
| ---------------- | ---------------- | -------------- | --- | --- | --- | --- | --- | ---- |
| 1.               | Östersund        | 26.            | –   | –   | 69. | –   | –   | –    |
| 2.               | Hochfilzen       | 30.            | 40. | –   | –   | 7.  | –   | –    |
| 3.               | Annecy           | 52.            | 50. | –   | –   | 9.  | –   | –    |
| 4.               | Oberhof          | 48.            | 30. | –   | –   | –   | –   | –    |
| 5.               | Ruhpolding       | –              | 12. | –   | 10. | 13. | –   | –    |
| 6.               | Anterselva       | 46.            | 41. | –   | –   | –   | –   | –    |
| 7.               | Pokljuka         | 19.            | 39. | 23. | –   | –   | –   | –    |
| 8.               | Kontiolahti      | 31.            | 50. | –   | –   | –   | –   | –    |
| 8.               | Kontiolahti      | 47.            | 50. | –   | –   | –   | –   | –    |
| 9.               | Oslo             | 9.             | 10. | 21. | –   | –   | –   | –    |
| celkové umístění | celkové umístění | 36.            | 30. | 28. | 27. | 7.  | –   | 83 % |
| celkové umístění | celkové umístění | 261 bodů (31.) |     |     |     | 7.  | –   | 83 % |

Sezóna 2014/15
| ČSP              | Místo                | SP             | SZ  | HZ  | IZ  | ŠT  | SŠT | STŘ  |
| ---------------- | -------------------- | -------------- | --- | --- | --- | --- | --- | ---- |
| 1.               | Östersund            | 56.            | 56. | –   | 33. | –   | 9.  | –    |
| 2.               | Hochfilzen           | 37.            | 52. | –   | –   | 7.  | –   | –    |
| 3.               | Pokljuka             | 19.            | 48. | –   | –   | –   | –   | –    |
| 4.               | Oberhof              | 31.            | –   | –   | –   | DNF | –   | –    |
| 5.               | Ruhpolding           | 31.            | –   | –   | –   | 6.  | –   | –    |
| 6.               | Anterselva           | 41.            | 41. | –   | –   | 6.  | –   | –    |
| 7.               | Nové Město na Moravě | 24.            | 31. | –   | –   | –   | –   | –    |
| 8.               | Oslo                 | 62.            | –   | –   | 49. | 4.  | –   | –    |
| 9.               | Chanty-Mansijsk      | DNF            | –   | –   | –   | –   | –   | –    |
| Celkové umístění | Celkové umístění     | 37.            | 47. | 49. | 51. | 8.  | 3.  | 81 % |
| Celkové umístění | Celkové umístění     | 145 bodů (41.) |     |     |     | 8.  | 3.  | 81 % |

Sezóna 2015/16
| ČSP              | Místo            | SP            | SZ          | HZ          | IZ          | ŠT          | SŠT         | SZD         | STŘ  |
| ---------------- | ---------------- | ------------- | ----------- | ----------- | ----------- | ----------- | ----------- | ----------- | ---- |
| 1.               | Östersund        | 54.           | 56.         | –           | 28.         | –           | –           | –           |      |
| 2.               | Hochfilzen       | 45.           | 40.         | –           | –           | 16.         | –           | –           |      |
| 3.               | Pokljuka         | 25.           | 34.         | –           | –           | –           | –           | –           |      |
| 4.               | Ruhpolding       | 96.           | –           | –           | –           | –           | –           | –           |      |
| 5.               | Ruhpolding       | –             | –           | –           | 93.         | –           | –           | –           |      |
| 6.               | Anterselva       | 30.           | 38.         | –           | –           | 8.          | –           | –           |      |
| 7.               | Canmore          | nestartoval   | nestartoval | nestartoval | nestartoval | nestartoval | nestartoval | nestartoval |      |
| 8.               | Presque Isle     | nestartoval   | nestartoval | nestartoval | nestartoval | nestartoval | nestartoval | nestartoval |      |
| 9.               | Chanty-Mansijsk  | 27.           | 26.         | –           | –           | –           | –           | –           |      |
| Celkové umístění | Celkové umístění | 55.           | 57.         | –           | 33.         | 14.         | –           | –           | 81 % |
| Celkové umístění | Celkové umístění | 98 bodů (53.) |             |             |             | 14.         | –           | –           | 81 % |

Sezóna 2016/17
| ČSP              | Místo                | SP            | SZ          | HZ          | IZ          | ŠT          | SŠT         | SZD         | STŘ  |
| ---------------- | -------------------- | ------------- | ----------- | ----------- | ----------- | ----------- | ----------- | ----------- | ---- |
| 1.               | Östersund            | 93.           | –           | –           | 97.         | –           | –           | –           |      |
| 2.               | Pokljuka             | nestartoval   | nestartoval | nestartoval | nestartoval | nestartoval | nestartoval | nestartoval |      |
| 3.               | Nové Město na Moravě | 19.           | 20.         | 27.         | –           | –           | –           | –           |      |
| 4.               | Oberhof              | 71.           | –           | –           | –           | –           | –           | –           |      |
| 5.               | Ruhpolding           | 70.           | –           | –           | –           | 5.          | –           | –           |      |
| 6.               | Anterselva           | –             | –           | –           | 40.         | –           | –           | –           |      |
| 7.               | Pchjongčchang        | 69.           | –           | –           | –           | 8.          | –           | –           |      |
| 8.               | Kontiolahti          | 71.           | –           | –           | –           | –           | –           | –           |      |
| 9.               | Holmenkollen         | 52.           | 44.         | –           | –           | –           | –           | –           |      |
| Celkové umístění | Celkové umístění     | 64.           | 58.         | 43.         | 65.         | 7.          | –           | –           | 78 % |
| Celkové umístění | Celkové umístění     | 52 bodů (63.) |             |             |             | 7.          | –           | –           | 78 % |

Sezóna 2017/18
| ČSP              | Místo            | SP             | SZ             | HZ             | IZ             | ŠT             | SŠT            | SZD            | STŘ            |
| ---------------- | ---------------- | -------------- | -------------- | -------------- | -------------- | -------------- | -------------- | -------------- | -------------- |
| 1.               | Östersund        | 68.            |                | –              | 86.            | –              |                |                |                |
| 2.               | Hochfilzen       | nestartoval    | nestartoval    | nestartoval    | nestartoval    | nestartoval    | nestartoval    | nestartoval    |                |
| 3.               | Annecy           | nestartoval    | nestartoval    | nestartoval    | nestartoval    | nestartoval    | nestartoval    | nestartoval    |                |
| 4.               | Oberhof          | 25.            | 52.            | –              | –              | –              | –              | –              |                |
| 5.               | Ruhpolding       | nestartoval    | nestartoval    | nestartoval    | nestartoval    | nestartoval    | nestartoval    | nestartoval    |                |
| 6.               | Anterselva       | nestartoval    | nestartoval    | nestartoval    | nestartoval    | nestartoval    | nestartoval    | nestartoval    |                |
| 7.               | Kontiolahti      | 66.            | –              | –              | –              | –              | –              | –              |                |
| 8.               | Holmenkollen     | 65.            | –              | –              | –              | 10.            | –              | –              |                |
| 9.               | Ťumeň            | nezúčastnil se | nezúčastnil se | nezúčastnil se | nezúčastnil se | nezúčastnil se | nezúčastnil se | nezúčastnil se | nezúčastnil se |
| Celkové umístění | Celkové umístění | 68.            | –              | –              | –              | 10.            | –              | –              | 79 %           |
| Celkové umístění | Celkové umístění | 16 bodů (80.)  |                |                |                | 10.            | –              | –              | 79 %           |

#### Stupně vítězů v závodech světového poháru
| 2011/12 | Oberhof   | 2. místo – štafeta       |
| 2011/12 | Östersund | 3. místo – stíhací závod |
| 2012/13 | Soči      | 3. místo – štafeta       |